# April Moon
April Moon ist eine deutsche Folk-Rock-Band, die 1999 von Uwe Juras und Sebastian Ritter in Mainz gegründet wurde. Aus einem anfänglichen Studioprojekt entwickelte sich schnell eine Live-Band, die zunächst regional im Rhein-Main-Gebiet aktiv war.

## Geschichte
2002 erschien die Debüt-EP April Moon mit vier Songs. Als Gastmusikerin war Almut Ritter (Paddy Goes to Holyhead, Orbis Mundi, Henni Nachtsheim) an der E-Geige im Studio dabei. Im Jahr 2004 veröffentlichte April Moon das erste komplette Studio-Album „Suddenly September“, 12 Songs, darunter Coverversionen von Suzanne Vegas Hit Luka und Nik Kershaws Wouldn’t It Be Good, die die Band im eigenen Sound interpretierte. Als Erweiterung der Stilistik flossen hier nun auch deutliche Americana-Elemente ein, besonders deutlich beim Titeltrack.
Die Live-Aktivitäten erweiterten sich, nachdem einige Umbesetzungen in der Band stattgefunden hatten, nun auch auf Regionen außerhalb des Rhein-Main-Gebietes (z. B. Zeltfestival in Freiburg).
Im Jahr 2006 erschien das zweite Album Road Trip, auf dem auch die Single Down Under, eine Coverversion der australischen Band Men at Work, enthalten ist. Neben der auf 8 Mitglieder angewachsenen Gruppe war auch wieder Almut Ritter im Studio mit von der Partie.
2008 verstärkte sich die Band mit der Sängerin Karo Ittermann, die zuvor bereits des Öfteren als Duettpartnerin von Uwe Juras bei Livekonzerten in Erscheinung trat. Auf dem 2008er Album Cover The Sun, das 13 Coverversionen aus dem Live-Repertoire der Band enthält, ist sie erstmals mit zwei Solostücken vertreten. Seit 2009 wird der weibliche Gesangspart von wechselnden Gastsängerinnen übernommen.
Stilistisch lässt sich der Sound von April Moon als melodischer Pop-Rock beschreiben, der durch den Einsatz folkloristischer Instrumente (Geige, Akkordeon, Mandoline, Cajon) und durch die Stimme des Frontmanns Uwe Juras einen sehr eigenständigen Charakter erhält.
2011 löste sich die Band auf. Mit der Nachfolgeband New April wandten sich die drei verbliebenen Gründungsmitglieder Uwe Juras, Sebastian Ritter und Daniel Franz zusammen mit Jo Weber und Uwe Charissé einem deutlich rockigeren Alternative-Rock-Sound ohne Folk-Elemente zu. 2014 wurde New April aufgelöst. Sebastian Ritter, Daniel Franz und Uwe Charissé gründeten das deutschsprachige Rock-Trio Schüchtern, bei dem Sebastian Ritter neben dem Bass auch für den Gesang und das Songwriting verantwortlich ist. Uwe Juras übernahm wieder den Gesangspart bei der Mainzer Heavy-Metal-Band Fracture.
Im Mai 2024 veranstaltete April Moon zum 25-jährigen Bestehen ein Jubiläumskonzert im Mainzer Kulturclub schon schön, an dem etliche Gründungsmitglieder und Gastmusiker teilnahmen. Auf das Konzert folgten weitere Konzertanfragen, sodass die Band sich entschieden hat, wieder regelmäßig aufzutreten.

## Diskografie
- 2002: April Moon (EP)
- 2004: Suddenly September
- 2006: Road Trip
- 2006: Down Under (Single)
- 2008: Cover The Sun

## Aktuelle Besetzung
- Uwe Juras: Gesang (1999–2011, ab 2024)
- Sebastian Ritter: Bass, Cello, Gesang, div. (1999–2011, ab 2024)
- Daniel Franz: Akustische Gitarre, Mandoline (1999–2011, ab 2024)
- Jens König: E-Gitarre (1999–2005, ab 2024)
- Uwe Charissé: Schlagzeug (2004–2011, ab 2024)
- Oliver Ihlow: Akkordeon, Keyboard, Gesang (2006–2011, ab 2024)

## Ehemalige Mitglieder
- Mike Brühl: Piano, Akkordeon, Gesang (1999–2007)
- Laura Werner: E-Violine (2003–2011)
- Jo Weber: E-Gitarre (2006–2011)
- Matthias Büttner: E-Gitarre (2005–2006)
- Jörn Mildner: Schlagzeug (1999–2004)
- Oli Lanka: Akkordeon (1999–2001, 2002–2005)
- Frauke Dennerlein: E-Violine (2000–2002)